# تقييم وظائف الكلى
تقييم وظائف الكلى يتم بطرق مختلفة، باستخدام وجود الأعراض والعلامات، وكذلك القياسات باستخدام اختبارات البول، وتحاليل الدم، والتصوير الطبي.
تشمل وظائف الكلى السليمة الحفاظ على توازن السوائل لدى الشخص، والحفاظ على التوازن الحمضي القاعدي؛ تنظيم الإلكتروليتات بما في ذلك الصوديوم والبوتاسيوم والإلكتروليتات الأخرى؛ تطهير السموم تنظيم ضغط الدم وتنظيم الهرمونات، مثل إريثروبويتين. وتفعيل فيتامين د.